# Léopold Delaunay
Pour les articles homonymes, voir Delaunay.
Léopold Delaunay, né le 14 novembre 2001 à Cholet, est un joueur français de basket-ball évoluant aux postes d'arrière et d'ailier.

## Biographie
Formé à Cholet, il signe son premier contrat professionnel en juillet 2021 avec le club des Mauges, avant d'être prêté à Vichy en Pro B. Il est de nouveau prêté par Cholet à Vichy lors de la saison 2022-2023.
Léopold Delaunay retrouve l'élite lors de la saison 2023-2024 en rejoignant Le Mans. Le 30 mai 2024, il prolonge son contrat de deux saisons, jusqu'en 2027.

## Palmarès
- Champion de France Espoirs 2018, 2019
- Trophée du Futur 2018, 2019